# Furka-Höhenweg

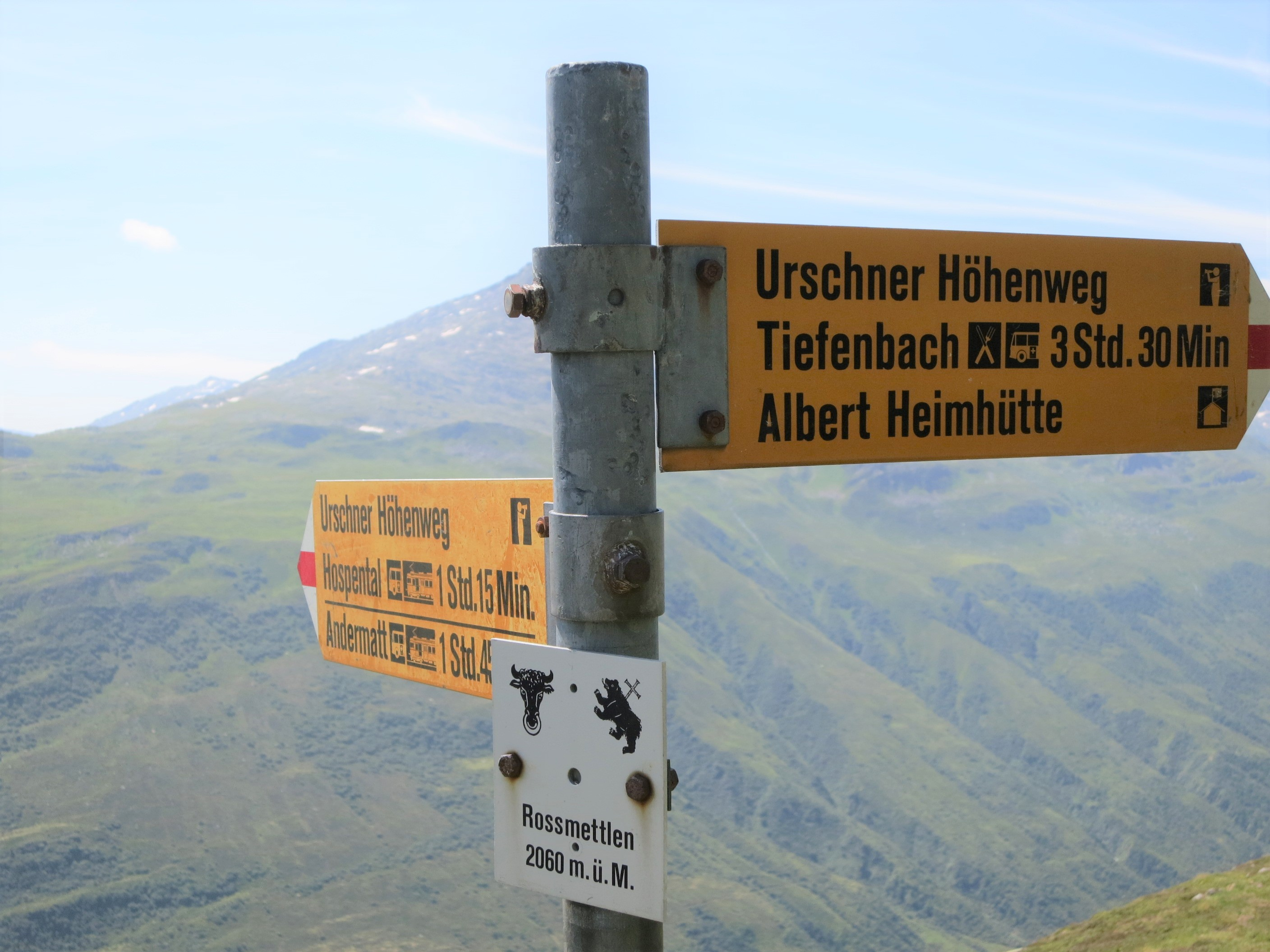
Wegweiser Urschner Höhenweg

Der Furka-Höhenweg, auch Urschner Höhenweg, ist ein regionaler Schweizer Bergwanderweg, der in zwei Etappen auf dem historischen Alpen-Transitweg von Oberwald  (1377 m ü. M.) im Kanton Wallis über den Furkapass (2429 m ü. M.) nach Andermatt (1447 m ü. M.) im Kanton Uri führt. Er ist als Wanderroute 51 ausgeschildert.

## Geographie
Der Furka-Höhenweg führt über den Furkapass, durch die Täler Obergoms und Ursern und folgt den Flüssen Rotten oder Rottu und der Furkareuss.

## Wegetappen
Die Route wird normalerweise in zwei Tagesetappen zurückgelegt, wobei auch kürzere Etappen gewählt werden können, da die Talorte und die Furkapassstrasse mit öffentlichen Verkehrsmitteln erschlossen sind.

### Etappe 1: Oberwald VS–Furkapass
Die erste Etappe führt von Oberwald VS zum Furkapass und ist 11 km lang. Aufstieg 1200 m, Abstieg 150 m, Wanderzeit 4 1⁄2 Stunden ⊙ ⊙
Der Wanderweg führt der jungen Rhone (Rotten) entlang nach Gletsch mit Sicht auf den Rhonegletscher und die Bergstrecke der historischen Furka-Dampfbahn. Nach Gletsch geht es oberhalb der Waldgrenze der Rotten und dem Muttbach entlang bis zur Bahnstation Muttbach-Belvédère und von dort auf einem steilen Zick-zack-Weg bis zur Furkapasshöhe. Übernachtungsmöglichkeiten gibt es an der Furkapassstrasse im Hotel Tiefenbach (2105 m ü. M.) und in Realp in zwei Hotels.

### Etappe 2: Furkapass–Andermatt («Urschner Höhenweg»)
Die zweite Etappe führt vom Furkapass nach Andermatt und ist 23 km lang: Aufstieg 900 m, Abstieg 1900 m, 7 1⁄2 Stunden ⊙ 
Beim Hotel Furkablick auf dem Furkapass führt der Weg ziemlich steil hinab zur Station der Furka-Dampfbahn und von dort der Furkareuss entlang bis kurz vor die Station Tiefenbach. Von hier führt ein steiler Zick-zack-Weg zum Hotel Tiefenbach auf den «Urschner Höhenweg» hoch. Auf dem Höhenweg mit Aussicht ins Gotthardmassiv und das Urserntal kommt man an mehreren Alpen, dem Blauseeli, dem Trüb- und Luterseeli vorbei, bevor man kurz vor Rossmettlen oberhalb Hospental auf den Weg über dem Golfplatz nach Andermatt absteigt.

## Sehenswürdigkeiten

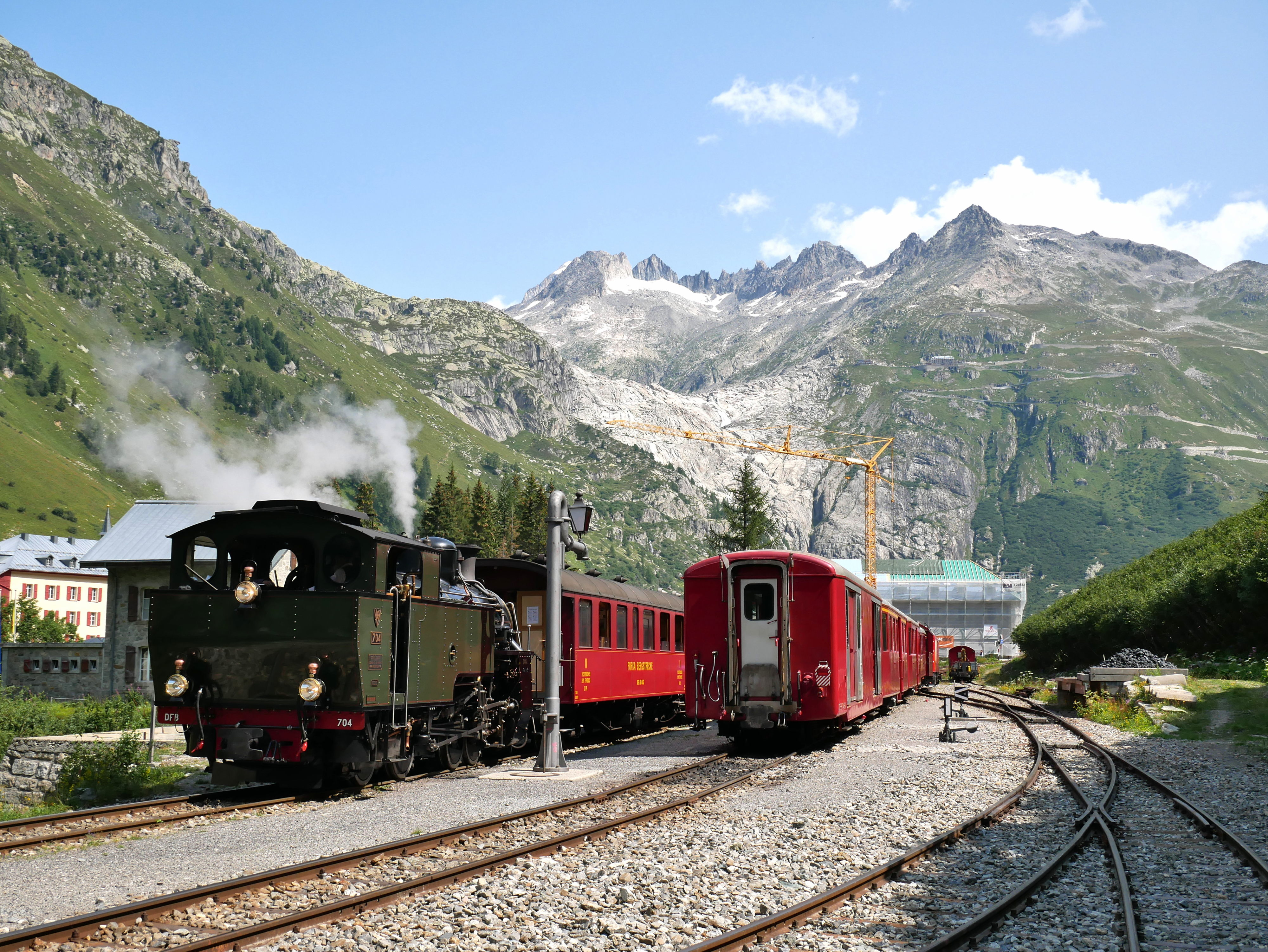
Gletsch mit Rhonegletscher und Furkapassstrassse
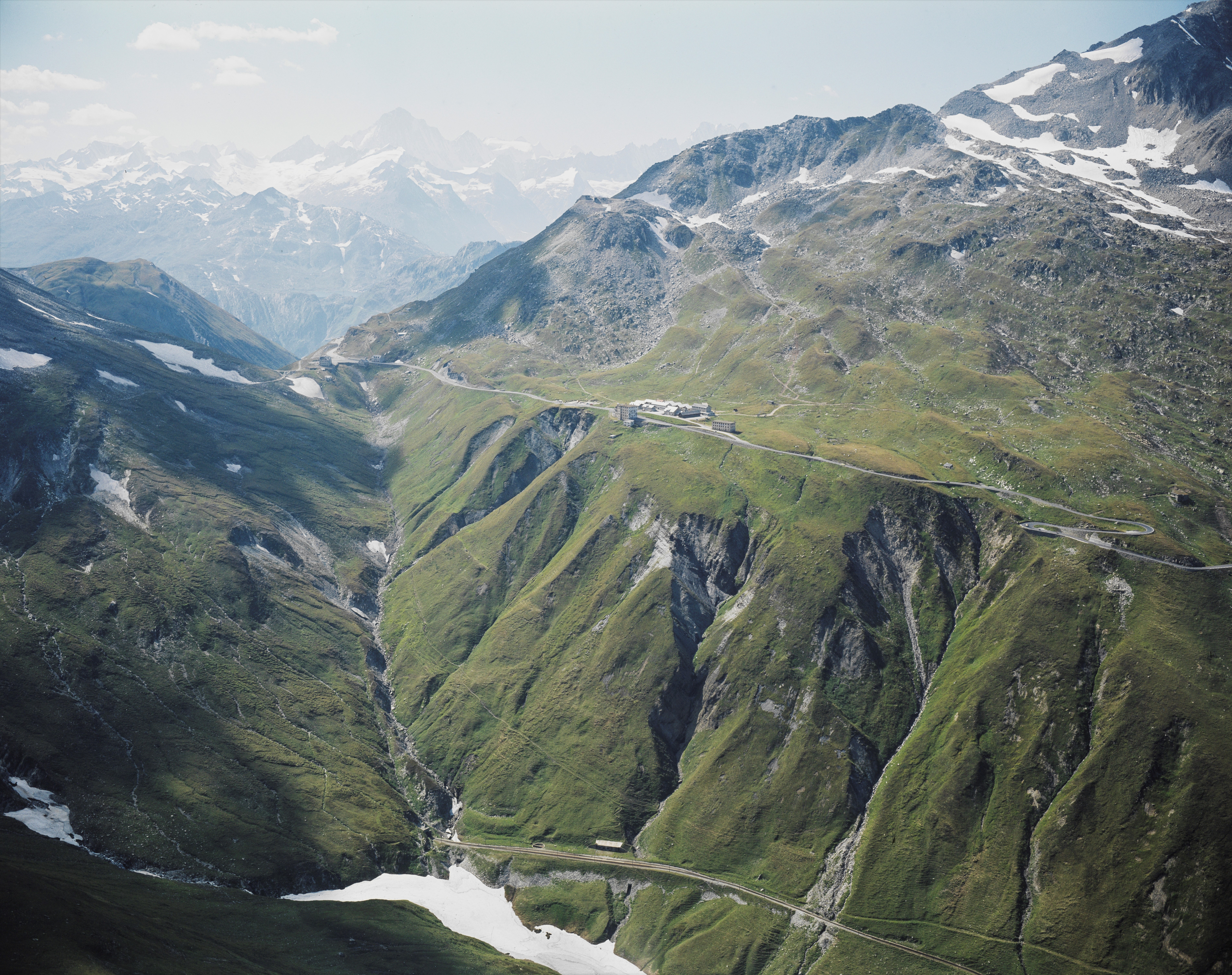
Furkapass und Wanderweg entlang der jungen Furkareuss
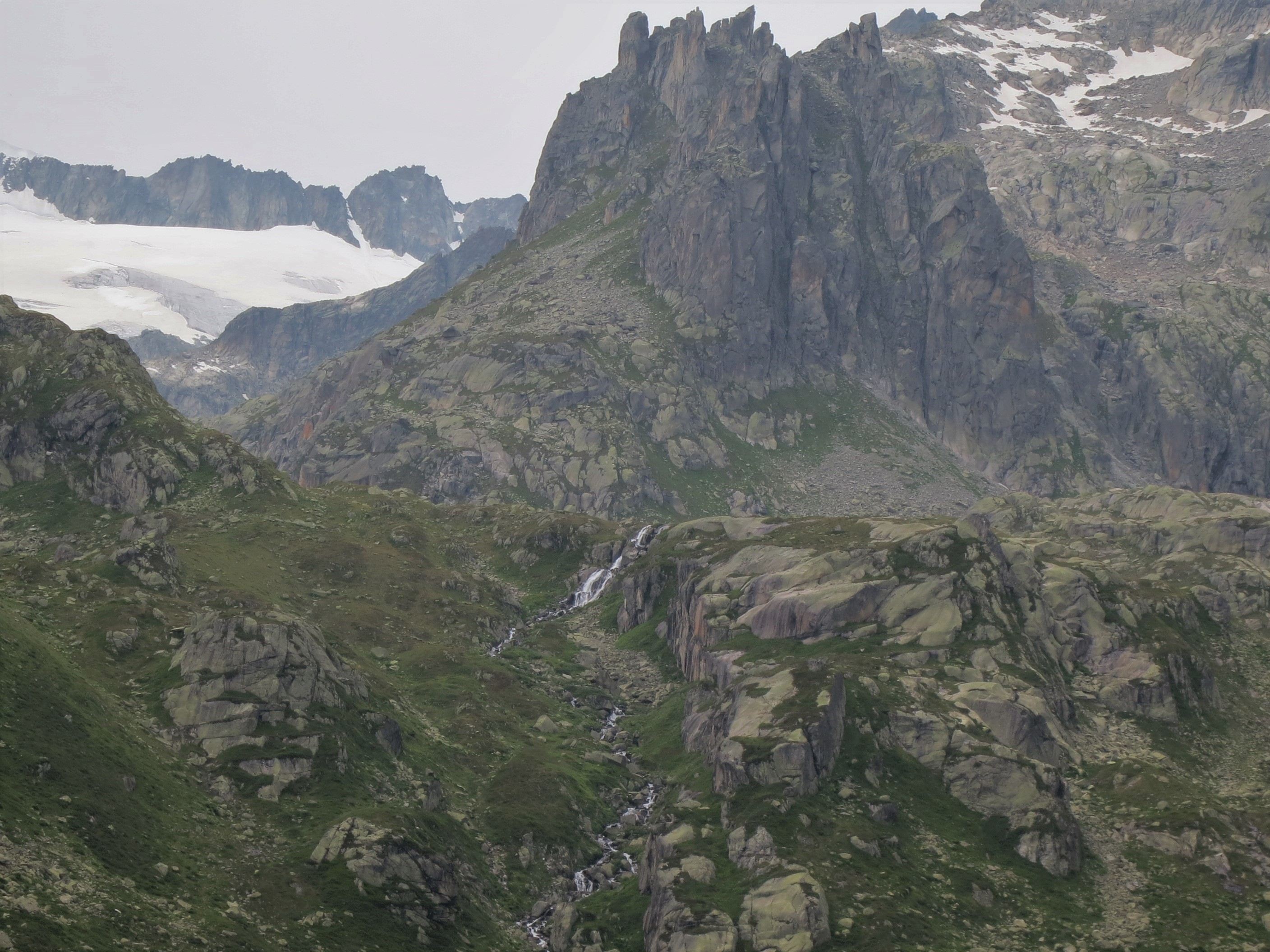
Tiefengletscher, Sunnig Berg von der Lochbergegg
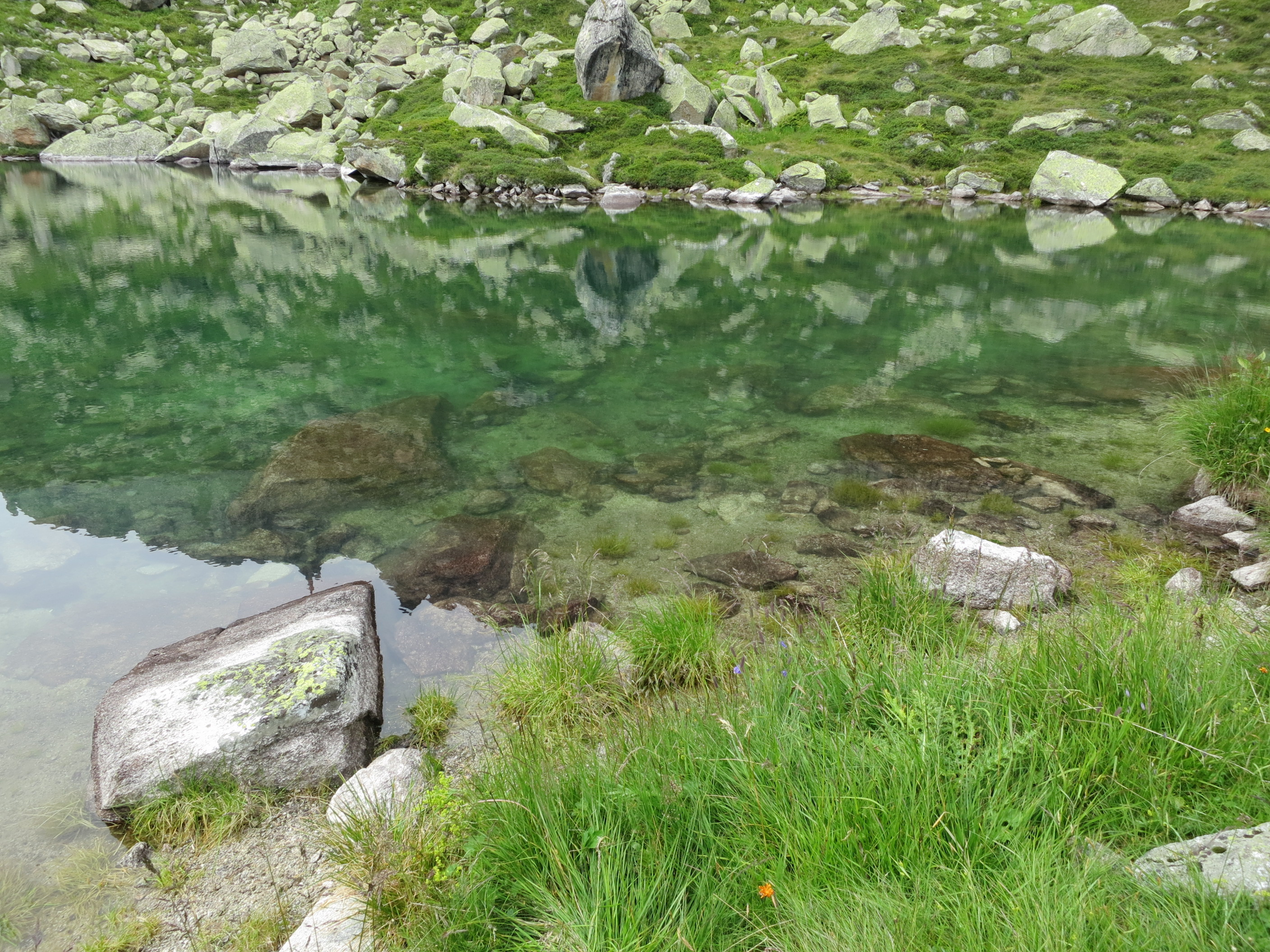
Blauseeli
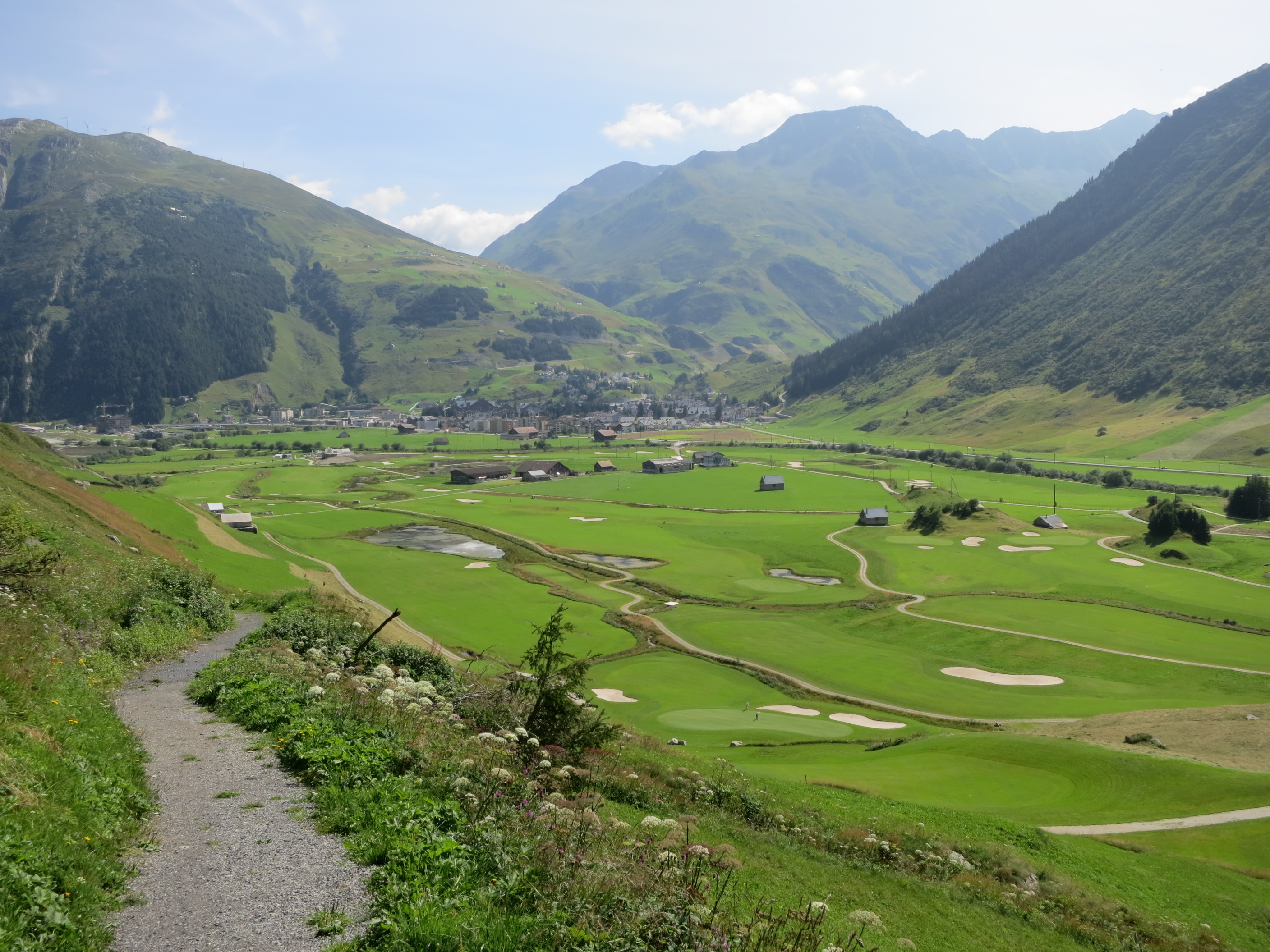
Golfplatz Andermatt